# Knud-Erik Ziirsen
Knud-Erik Ziirsen (29. november 1931 i Ringsted – 30. juni 2012) var en dansk advokat og tidligere politiker.
Han sad i Københavns Borgerrepræsentation for Socialdemokratiet fra 1970 til 1989 og var formand 1982-1985.
Sammen med hustruen Marianne Ziirsen har han bl.a. skrevet bogen Hverdagens jura (1977).